# Télévision numérique terrestre en Belgique
Pour les articles homonymes, voir TNT.
 (mai 2009).
En Belgique, la télévision numérique terrestre (TNT) a remplacé les émissions hertziennes analogiques utilisées depuis les débuts de la télévision. La mutation a été amorcée en 2004 et s'est terminée par l’extinction des derniers émetteurs analogiques en Communauté française en mars 2011. En Communauté flamande, l'extinction de l'analogique avait eu lieu en novembre 2008 et il y a eu extinction de la TNT le 1er décembre 2018.
La TNT est basée en Belgique, comme partout en Europe (ainsi qu’en Australie et Nouvelle-Zélande), sur la norme DVB-T.

## Offre des chaînes de la TNT belge

### En Wallonie
| Canal | Nom complet | Groupe audiovisuel                                       | Accès   | Disponible depuis | Logo de la chaîne |
| ----- | ----------- | -------------------------------------------------------- | ------- | ----------------- | ----------------- |
| 1     | La Une      | Radio-télévision belge de la Communauté française (RTBF) | Gratuit | 4 mai 2010        |                   |
| 2     | Tipik       | Radio-télévision belge de la Communauté française (RTBF) | Gratuit | 4 mai 2010        |                   |
| 3     | La Trois    | Radio-télévision belge de la Communauté française (RTBF) | Gratuit | 4 mai 2010        |                   |
| 4     | BRF         |                                                          | Gratuit | 4 mai 2010        |                   |

* Euronews appartient à 0,60 % à la RTBF. Mise à jour la RTBF n'étant plus actionnaire de Euronews et le nouveau contrat de gestion ne l'oblige plus a                             diffuser sur la TNT depuis le 1 mars 2023, seule BRF est toujours diffusée entre 18h45 à 19h et de 21h45 à 22h.

### Report des modifications de transmissions des multiplexes de la RTBF en HD canal 42 à juillet 2021
En raison de retards administratifs liés à la pandémie de COVID-19 et à l'attente de la formation d'un gouvernement de pleine fonction, les modifications de transmissions des multiplexes de la RTBF en HD canal 42 sont reportées à juillet 2021. Certains attributions de marchés restent en suspens en raison de l'installation de nouveaux panneaux d'antennes nécessaires sur certains sites.

### Changements temporaires des fréquences frontalières et transition vers la norme DVB-T2
En attendant la mise en œuvre des modifications prévues, des changements temporaires seront effectués avant juillet 2021 pour la nécessité de modifier certaines fréquences frontalières pour la 5G. Par exemple, le 6 octobre 2020, dans la province du Luxembourg belge, le multiplex de la RTBF (DVB-T MPEG2) sur le canal 56 sera transféré sur le canal 55 (746 Mhz). Des changements similaires pourraient avoir lieu dans d'autres régions avant le passage au DVB-T MPEG2.
Concernant la diffusion en DVB-T2, la norme de compression retenue par la RTBF sera la HEVC (H265). Cela signifie que de nombreux téléviseurs et boitiers TNT externes actuels ne seront pas compatibles, même s'ils comportent la mention DVB-T2. Il est important de vérifier la compatibilité des appareils lors de l'achat de nouveau matériel.

### Transition vers une nouvelle norme de transmission mixte et évolutive IP-TV BROADCAST
À terme, les transmissions "UHF" à destination unique de la télévision devraient progressivement laisser place à une nouvelle norme de transmission "mixte et évolutive IP-TV BROADCAST" (DVB-i, par exemple) via les bornes 5G. Des tests ont déjà été réalisés en Allemagne à grande échelle à partir du 1er octobre 2020. La RTBF envisage des solutions alternatives pour garantir la gratuité de réception sans abonnement internet, telles que la mise en commun des infrastructures entre opérateurs.

### Fin des émissions terrestres de BX1 et nouvelles possibilités de réception
Les émissions "terrestres" de BX1 ont définitivement cessé le 19 mars 2021. La chaîne est désormais disponible uniquement via le câble (VOO & TELENET à Bruxelles) ou l'IPTV (partout à Bruxelles et en Wallonie) avec PICKX de Proximus, ainsi que sur leur site et l'application BX1.

#### Mise à jour du 11 mai 2020 Incertitudes et retards dans l'attribution du canal 42 pour le DVB-T2 de la RTBF
En raison de blocages administratifs au niveau fédéral, l'attribution officielle du canal 42 destiné à la diffusion du multiplex en norme DVB-T2 de la RTBF pourrait être reportée à l'hiver 2022. Certains émetteurs ne sont pas encore rénovés et l'acquisition du matériel nécessaire est en attente.
Vers la fin des émissions DVB-T et FM de la RTBF
Selon un rapport du 5 janvier 2022, la RTBF cesserait ses émissions DVB-T et FM en 2027. Les investissements pour la mise en service de la norme DVB-T2 ne sont donc pas logiques, car le matériel nécessaire est bloqué. Le nouveau contrat de gestion de la RTBF décidera du futur des transmissions TV.

#### Mise à jour du 17 juin 2022 Mise en œuvre prévue des transmissions DVB-T2 de la RTBF avec des retards décisionnels
Les transmissions DVB-T2 de la RTBF seront finalement mises en œuvre, mais avec des retards décisionnels. La mise en service du multiplex est prévue au printemps 2023, après la mise à jour de deux sites d'antennes. Pendant cette période, il pourrait y avoir une baisse de puissance ou une interruption de transmission sur certains sites.
La norme choisie pour le futur multiplex est le DVB-T2 "H.265", proposant les trois chaînes TV en HD. Des discussions sont en cours concernant le contenu du multiplex.
La diffusion en norme DVB-T2 (canal 42 vertical/SFN/H265 HD) sera effective à partir de juillet 2023, après une période de tests d'un mois. Une double diffusion "DVB-T" et "DVB-T2" sera opérée pendant une courte période.
À la suite de l'interruption définitive, le 1er septembre 2024, en Flandres, de la diffusion du bouquet payant « ANTENNE TV », l'unique multiplex TV encore diffusé sur le territoire Belge est celui de la RTBF!
(Article source en anglais: https://www.broadbandtvnews.com/2022/01/05/rtbf-wants-to-switch-off-fm-and-dvb-t/ )

### À Bruxelles
| Canal | Nom complet     | Groupe audiovisuel                                       | Accès   | Disponible depuis | Fin de diffusion | Logo de la chaîne |
| ----- | --------------- | -------------------------------------------------------- | ------- | ----------------- | ---------------- | ----------------- |
| 1     | La Une          | Radio-télévision belge de la Communauté française (RTBF) | Gratuit | 4 mai 2010        |                  |                   |
| 2     | Tipik           | Radio-télévision belge de la Communauté française (RTBF) | Gratuit | 4 mai 2010        |                  |                   |
| 3     | La Trois        | Radio-télévision belge de la Communauté française (RTBF) | Gratuit | 4 mai 2010        |                  |                   |
| 4     | BRF             |                                                          | Gratuit | 4 mai 2010        |                  |                   |
| 5     | BX1 (Bruxelles) | BX1                                                      | Gratuit |                   | 20 mars 2021     |                   |

.

### En Flandre
Depuis le 1er décembre 2018, la TNT gratuite n'est plus émise en région flamande, en effet la VRT, l'organisme de radiotélédiffusion flamande, (équivalent à la RTBF en Wallonie) a décidé de couper définitivement la TNT gratuite, afin de stopper les coûts d'exploitation en prétextant que ce service n'était plus rentable, seul 1% des foyers de la région utilisaient encore ce mode de réception, l'écrasante majorité des foyers préférant regarder la télévision par câble, satellite, et IPTV (ADSL et fibre optique).
Toutefois, TV Vlaanderen (appartenant à Canal+, depuis mai 2019) proposait une offre TNT payante (en norme DVB-T2 AVC(H264)). « antenne TV », incluant les chaînes de la VRT, de VTM et SBS Belgique (4, Vijf, Zes), ainsi que les trois chaines francophones de RTL Belgique (RTL-TVi, Club RTL et Plug RTL). 
Le 01 Septembre 2024, l'offre  « Antenne TV » (proposée par TV VLAANDEREN) a cessé définitivement d'émettre. 
Les émetteurs de la société Norkring  ayant servi à la diffusion de cette offre ont cessé toute diffusion, et ne transmettent plus aucune mire,  ni aucun signal, ce qui peut indiquer une fin totale d'exploitation des fréquences ayant été attribuées. 
Il n'y a, de ce fait, plus aucune diffusion hertzienne dédiée à la télévision, en Flandres !

### Histoire de la TNT
Le 4 mai 2010, la RTBF lance son bouquet TNT avec La Une, Tipik (a l’époque La Deux), la Trois et Euronews (qui appartient à 0,60 % à la RTBF) en Wallonie et à Bruxelles.
Le 26 juin 2010, la VRT lance son bouquet TNT avec Één, Canvas et Ketnet en Flandre et à Bruxelles.
Le 1er décembre 2018, la VRT, bien qu'il s'agisse d'un service public, arrête la diffusion gratuite de ses programmes (Één, Canvas et Ketnet) émis par la TNT (DVB-T). Dorénavant, il n'y a plus que la réception payante (télédistribution et TNT payante). La réception était aussi accessible pour les foyers situés dans les pays frontaliers (France, Pays-Bas). La réception des programmes est accessible gratuitement par internet (VRT Nu) pour les personnes résidant en Belgique.

## Chronologie
Expérimentation à Bruxelles 2004/2005
Quintuple multiplex 36, 45, 55, 56 et 66 (RTBF) BEFR (effectif le 4 mai 2009)
MFN[Quoi ?] quadruple multiplex 22, 40, 41, 59 (VRT) BEFL (fin 4 novembre 2008)
SOA[Quoi ?] 3 novembre 2008 double multiplex 22 et 25 BEFL (début 4 novembre 2008)
Privatisation émetteurs de la VRT BEFL
Historique du canal 55 BEFR
Émetteur de la tour des finances (botanique) BEFR-BEFL-BEGE

## Région de Bruxelles
Le 4 mai 2009 à 1 h 00, le canal 45 analogique a été éteint et remplacé par le canal 67 analogique déjà fonctionnel pour la diffusion de la Une.
L’extinction du canal 45 analogique est actuellement effective (sur le canal analogique Bruxellois), le 67 étant actif en analogique avec son Nicam.
Sur le canal TNT 56 Pol V : 10 kW, aucun changement (synergie SFN avec l’émetteur de Wavre en polarisation H).
Sur le canal TNT 55 Pol V, il n’y a aucun changement (émetteur unique).
En 2009, il n’y a plus d’émissions des chaînes régionales par voie hertzienne (télé Bruxelles et Tv Brussel).
TV Brussel n’est actuellement plus disponible sur le canal 53 (730 MHz) de la TNT à Bruxelles, mais elle a été difficile à capter vu ses émissions en faisceau direction N-NO et la faible puissance de l’émetteur ; 500 W à partir de la région Est de Bruxelles (Tour Reyers).
Cette chaîne n’est plus disponible en TNT depuis la fin du mois d’août 2008 sur le canal 53 (VRT).
Télé Bruxelles n’est plus disponible en analogique hertzien sur le canal 60 (état mars 2009). La chaîne ne sera pas disponible sur la TNT à courte échéance source Télé Bruxelles (état en juin 2008). Il n’y a donc plus aucune chaîne régionale émise par voie hertzienne à Bruxelles (État avril 2009).
Actuellement en date du 24 novembre 2011 cette chaine est recevable sur le canal 55 en TNT
En outre, un canal DVB-H (MPEG-4 mobile) a été diffusé sur le canal 36 en polarisation verticale depuis la tour des finances (octobre 2007) à titre expérimental, et en collaboration avec les universités francophones et un opérateur.
Les chaînes La Une et La Deux étaient ainsi recevables en mode mobile non crypté.
Ce canal est actuellement modulé en DVB-T. Une mire en compression MPEG-2 a été émise pendant quelques jours, mais actuellement ce canal ne diffuse plus aucune information (décodable en MPEG-2) (état en mars 2009). Le canal 36 semble avoir la potentialité d’émettre en MPEG-4 DVB-T.
Ce canal reste cependant dévolu à la réception mobile DVB-H prônée par L’UER dans un avenir proche. Il couvrira la province de Namur dans la mise en application de la seconde couche du plan de numérisation hertzien.
Des modifications sont en cours en 2009 sur l’émetteur bruxellois de la Tour des Finances :
- sur le canal TNT 36 Pol V : 10 kW
- la diffusion du multiplex de la RTBF : La Une, Tipik, La Trois satellite, Euronews.

Depuis le 4 mai 2009 à 20 h 00 (constaté), le canal TNT 36 n’émet plus le premier multiplex de la RTBF mais une mire de test (bande passante et paires de lignes) en haute résolution sur l’entièreté du canal.
Pour ce nouveau marché, les appels d’offres sont clôturés depuis le 31 mai 2009.
Dans le cadre du développement de la 4G en Belgique et à la suite de la mise en application des recommandations européennes, la RTBF va libérer les fréquences hautes de la TNT. À partir du 15 octobre 2013, le bouquet TNT diffusé par cinq émetteurs de la RTBF sont concernés par ce changement, principalement dans la province du Luxembourg, qui comprend La Une, Tipik et La Trois ainsi que les radios de la RTBF, changera de fréquence. Les téléspectateurs doivent simplement relancer une recherche de signal (en mode automatique ou en manuel sur la bande UHF) pour retrouver les chaînes.

## Communauté française
La RTBF (Communauté française) a lancé officiellement le 30 novembre 2007 son offre de télévision numérique terrestre en test depuis 2005. L’offre TNT de la RTBF comprend des programmes TV (La Une, Tipik, La Trois et BRF  ) et radio (La Première, VivaCité, Musiq'3, Classic 21 et Tipik) ainsi que BRF1. Les 12 télévisions locales de la Communauté française souhaitent également être sur la TNT mais un décret de la Communauté française leur interdit actuellement d’être diffusées en hertzien.
Des modifications de canaux sont en cours et ont été appliquées en date du 4 mai 2009 à 1 h : le canal 66 TNT de Liège (émetteur du Bol d’Air) sera transféré sur le canal 45 Pol H.
Ce transfert de canal est actuellement confirmé (4 mai 2009 à 20 h).
Le canal 45 a été négocié avec la communauté germanophone reprise dans cet état des lieux.
La région bruxelloise est actuellement couverte par un émetteur situé sur la Tour des Finances de la Cité Administrative de l’État (près du Jardin botanique) sur les canaux 55, 56 et 36 en pol V, ainsi que par l’émetteur de Wavre sur le canal 56 en pol H. Le réseau a ensuite été complété par les émetteurs de Tournai (30 mars 2006), Anderlues (octobre 2006), Profondeville (novembre 2006) et Namur (décembre 2006) sur le canal 56 (754 MHz). Tous ces émetteurs sont en SFN et en contre polarisation avec un IG[Quoi ?] constant de 223 µs. Depuis novembre 2006, les émetteurs Léglise, et les réémetteurs Marche-en-Famenne (décembre 2006)  (à vérifier 06/05/2009)
Verviers que diffuse aussi la TNT mais sur le canal 66 (834 MHz) (à vérifier 06/05/2009).
Liège (émetteur du Bol d’air) sur le canal 45 (état en date du 3 avril 2009) en lieu et place du canal 66 (extinction du canal en date du 4 mai 2009).
Aucune information n’est disponible sur les réémetteurs de Marche-en-Famenne et de Verviers en ce qui concerne les modifications de fréquence.
La couverture est de 85 % en Communauté francophone.
La Belgique francophone a adopté la même robustesse de signal que la Suisse (16 QAM) vu son relief géographique. La Flandre, quant à elle, module ses signaux en 64 QAM dans d’autres situations de relief géographique.
BeTV (ex-Canal+ Belgique) émet en numérique sur le canal 55 à Bruxelles via un émetteur peu puissant (11 juillet 2006). Les chaînes disponibles en crypté sont : Be 1, Be Ciné, Be Séries. Elles pourraient entrer dans la TNT pour la Wallonie en 2012[réf. nécessaire].
Une interruption de l’émission de ces chaînes via le multiplex canal 55 (TNT) a été constatée au mois de novembre 2008 pendant cinq jours. Elle correspond à la reconduction du contrat de BeTV avec les moyens techniques de la RTBF (émetteurs).
Un rapport du CSA belge prônait le lancement commercial de la TNT en Communauté Française le 1er janvier 2008 à la suite de la libération des fréquences analogiques de BeTV, louées précédemment sous son ancien nom Canal+ Belgique et dont le contrat la liant à la RTBF s’achevait le 31 décembre 2007. Ce contrat semble avoir été renouvelé puisque les émetteurs de la RTBF émettent toujours en analogique la chaîne Be 1 (au juin 2009).
Le premier multiplex est actuellement complet en 16 QAM avec émission de quatre chaînes TV, l’EPG et les chaînes radio.
Les puissances apparentes rayonnées des émetteurs TNT de la Communauté française n’ont jamais été communiquées officiellement ; elles peuvent néanmoins être estimées.
La RTBF dispose actuellement (2009), et depuis 2007, d’un parc de 45 caméras HD.

### Communauté germanophone
La BRF est le service public belge de radiodiffusion pour la Communauté germanophone de Belgique.
Actuellement[Quand ?], le canal 45 (UHF) TNT est utilisé à partir de l’émetteur du Bol d’air à Liège pour diffuser le premier multiplex de la RTBF en lieu et place du canal 66 (état en date du 1er mai 2009).
L’utilisation de ce canal 45 a été négociée entre les communautés germanophone et francophone en vue d’améliorer la réception de la TNT dans la région est du pays. Cette modification est actuellement effective et le canal TNT 45 est bien reçu à Eupen (chef-lieu de la région germanophone) (état 04/05/2009, confirmation locale).
L’augmentation de la recevabilité du canal 45 à partir de l’émetteur du Bol d’air est due uniquement au comportement des antennes émettrices qui ont un gain plus élevé sur le canal 45 en lieu et place du canal 66. Il n’y a donc pas eu d’augmentation de puissance de l’émetteur liégeois. (Source service des émetteurs RTBF)
En échange, la RTBF met en disponibilité ses émetteurs pour la diffusion de la BRF (TV et radios).

## Communauté flamande
Il n'y a plus d'émissions TNT gratuites en Région flamande depuis le 1er décembre 2018.
L'offre payante Antenne TV est disponible auprès de TV Vlaanderen. Seules les chaines Één, Canvas et Ketnet seraient restées gratuites.

## Aspects techniques
Modulation 16QAM BEFR
Modulation 64QAM BEFL
Émetteurs et réémetteurs BEFR et BEFL.
Les nouveaux opérateurs.
Le réajustement des intervalles de garde.
Collaboration avec EBS-UER.
Réceptions de la TNT belge outre frontière.
Réceptions des émissions TNT outre frontière réalisées en Belgique.
L’Institut belge des services postaux et des télécommunications et le CCRM (contrôle du spectre d’émission troposphérique) européen installé en Belgique.

### Lemultiplexageet les techniques de communication en Belgique
Historique (Bell téléphone Anvers et RTB-BRT)

### Historique des modifications sur l'ensemble des réseaux TNT belges
Abréviations : BEBRX = Région Bruxelles ; BEFR = Région Francophone ; BEFL = Région Flamande ; BEGE = Région Germanophone ; BE = Belgique.
- BEBRX : début des émissions expérimentales de la DVB-T à Bruxelles annoncées mai 2004/ effective 2005)
- BEBRX : mise en place du nouvel émetteur de la tour des finances (botanique)
- BEFR : mise en service officielle de la TNT sur l’ensemble de la région francophone (novembre 2007)
- BEBRX : arrêt des émissions de TV Brussel : prévu néant effectif fin août 2008 (émission expérimentale à faible puissance et très directive sur le canal UHF 53)
- BEFL : modification de la puissance directive de l’émetteur de GENK (canal 41) en direction de Bruxelles ; l’émetteur Limbougois n’est plus reçu à Bruxelles (fin 08/2008).
- BEFL : SOA complet Flamand : prévu 03/11/2008 2 h effectif le 03/11/2008 24 h02.
- BEFL : modifications des multiplex 40 (EGEM/PITEM), 41 (GENK/LIMBURG), 59 (SCHOTEN et ANVERS) vers les multiplex 22, 25 : prévus 03/11/2008 01 h 00, effectif le 03/11/2008 24 h 02. La technique de diffusion des émissions TV en analogique a été définitivement éteinte pour le « grand public » en mode hertzien.
- BEBRX : fin des transmissions hertziennes de Télé Bruxelles (FR) sur le canal 60 en analogique (émetteur centre de Bruxelles)
- BEBRX : suppression du canal 45 analogique vers le canal 67 (La Une) : prévu 04/05/2009, effectif le 04/05/2009 20 h.
- BEFR : transfert du canal TNT 66 (émetteur du Bol d’air à Liège) vers le 45 (TNT) : prévu 04/05/2009 01 h 00, effectif le 04/05/2009 (constaté) 20 h 00.
- BEBRX : début des émissions DVB-H sur le canal 36 (novembre 2007).
- BEBRX : émission d’une mire trichrome DVB-T (MPEG-2) en lieu et place de la DVB-H sur le canal 36.
- BEBRX : émission du premier multiplex de la RTBF sur le canal 36 (23/04/2009).
- BEBRX : modification du canal 36, suppression de l’émission du multiplex de la RTBF et remplacement par une mire large bande monochrome pourpre des interférences majeures et instabilités et distorsions sont constatées au niveau de la seconde moitié des paires de lignes (HF) FFT 8K ; prévu néant, effectif 04/05/2009 (constaté 20 h).
- BEGE : mise à disposition du canal UHF 45 en collaboration avec la communauté francophone de Belgique effectif 04/05/2009 24 h et mise à disposition des émetteurs de la RTBF pour diffuser la BRF.

Décrochage de 18h45 à 19h de la chaîne Euronews sur la BRF et diffusion de l’émission Blickpunkt ; « le point du jour culturel » produite par la BRF.
La diffusion de la BRF sur l’entièreté de la région francophone en Belgique n’a jamais été faite initialement.
- BEFR : modifications de fréquence des réémetteurs TNT de Verviers (500 W) et de Marche en Famenne (500 W) non communiquées (C45 ou c66 initial)?? prévu 04/05/2009 01 h 00 en fonction des modifications appliquées sur l’émetteur du Bol d’air à Liège (état 07/05/2009).
- BEFR : des observations locales signalent une augmentation de la recevabilité de l’émetteur d'Anderlues depuis le 04/05/2009 avec accroissement du niveau de signal et de sa qualité (hormis les interférences SFN[Quoi ?] avec l’émetteur de Wavre) (prévu néant observé et diffusé le 09/05/2009)
- BEFR : le réémetteur TNT de Marche en Famenne (500 W directif) est toujours actif sur le canal 66 (modification prévues néant communiqué RTBF constaté 10/05/2009) ce réémetteur fait donc partie du réseau TNT de la province du Luxembourg (émetteur principal d'ANLIER (L’église ou Vlessart)
- BEFR : modifications portées sur les réémetteurs de Comine, Bouillon et Houffalize non prévues et non signalées.
- BEBRX : modification de la visualisation du canal 36 avec une mire en damiers mosaïques rectangulaires noir et blanc en MPGE-2 en vue de déterminer les distorsions géométriques reçue parfaitement Bruxelles matrice 8×6 au format 4/3 pour chaque damier (état 13/05/2009 16 h)
- BEBRX : arrêt de l’émetteur du canal 36 sur TNT de Bruxelles (état 06/06/2009 19 h).(ERNST12)
- BEBRX : interruption de l’émetteur du canal 55 (BeTV état constaté 08/06/2009 15 h) avec reprise d’émission (état constaté  08/09/2009 20 h)(ERNST12)
- BEBRX : arrêt complet du canal 55 de BeTV (état constaté le 01/01/2010) et actuel à ce jour 13/03/2010
- BEFR : arrêt complet des émetteurs analogiques en Belgique francophone seul le canal 60 reste actif sur Bruxelles et utilisé par Télé-Bruxelles en mode analogique hertzien (état accomplit 01/03/2010 de 0 h 00 à 7 h 00) suivant les émetteurs. Le signal analogique de la RTBF reste disponible sur le câble après conversion numérique /analogique.
- BEBRX : le canal 36 dans sa finalité sera utilisé pour la réception mobile à grande vitesse de déplacement (DVB-H) en MPGE-4 actuellement la RTBF utilise l’émetteur de la capitale pour expérimenter et faire des tests TNT en MPGE-2

(source : Service des émetteurs de la RTBF annoncé 03/2010), ce canal est pour l’instant éteint (état, le 11 03 2010)
- BEGE : mise en service du relais émetteur de Eupen- Malmedy sur le canal 64. (en cours état 03 2010)
- BEFR : mise en service du relais émetteur de Couvin sur le canal 61 en vue de couvrir la vallée (en cours état 03/2010)
- BEBRX: mise en test des canaux 41 et 43 gérée par Norkring be (état juin 2010) et fin juin 2010.
- BEFL et BEBRX Mise en place d’un réseau de fibre optique entre les 16 émetteurs et réémetteurs de la VRT gérés à 49 % par Norkring (Syntigo) et mise en place d’une nouvelle antenne sur l’ancien réémetteur de Oostveleteren qui est actuellement connecté au réseau VRT-NORKRING) par voie de fibre optique et donc est redevenu un émetteur de la VRT (état 09/ 2010
- BE en cours de développement et vérifications des signaux reçus dans les normes les plus étendues (MPEG4-AVC-H264) sauf la DVB-T2
- EURBEL : Phase de préparation et protections radio-fréquence des signaux en polarisation contre croisée (verticale et horizontale) entre les pays limitrophes BE, NL, FR avant le SOA complet dans la région NO de l’Europe et l’accroissement des puissances des émetteurs français, la Flandre (Norkring) se dirige donc vers une émission en polarisation verticale comme les Pays-Bas, la France a préconisé la polarisation horizontale. La polarisation verticale favorise les réceptions mobiles (DVB-H) en multiplexe mixtes à savoir sous codec MPGE4 y compris en DVB-T (réception à grande vitesse et la réception en milieu urbain)(état constaté le 22 09 2010 et évolutif 28 09 2010.
- BEFL-BEBRX : Mise en service de six nouveaux multiplex par NORKRING BE à Egem et réémetteurs, les canaux 41, 44, 47 et à Bruxelles et Sint Pieters Leeuw les canaux 40, 43 et 46. (début constaté 22 09 2010, fin 30 09 2010) Ces canaux sont actuellement réduits dans leurs puissances initiales de tests. Les codecs utilisés pour ces tests sont la MPGE2 (GUNK TV) et MPG4 (ACTUA TV) en 16 QAM (état constaté le 30 09 2010 22h) avec remise en service à ce jour 30 09 à 23h30 y compris sur l’émetteur de GENK.
- BEFL Augmentations significatives des PAR des émetteurs de Norkring après test avec antenne extérieure directive de type Yagi. (constaté le 30 09 2010)
- BEFL-BEBRX : NORKRING annonce la mise en émission de 13 nouveaux services en date du mois d'avril 2011 via le réseau TELENET. Installation et test des 3 émetteurs et modulateurs sur le site de Sint-Pieters Leeuw en date du mois d'avril 2011.

Constaté et confirmé par Norkring.be en date du 03 10 2010.
- BEFL-BEBRX Mise en modulation de 10 nouveaux services par NORKRING be via son partenaire TELENET en test et cryptés, ceci porte à 21 le nombre de chaine recevable à Bruxelles via une antenne intérieure non ampliée (état constaté le 15/03/2011 20 h)
- BEFL-BEBRX-KPN (Telenet) Arrêt définitif des émissions en DVB-H (télévision numérique mobile)04/04/2011
- BEBRX Remise en service à très faible puissance (500 watts) depuis l'émetteur du canal 55 en polarisation horizontale précédemment attribué à BETV. Ce canal diffuse actuellement la chaîne régionale "Télé Bruxelles" (état constaté 24 11 2011 24h)